# الراية حمرا (فلم)
الراية حمرا هو فيلم تشويق وإثارة مصري من إخراج أشرف فهمي وبطولة فيفي عبده، عادل أدهم، ممدوح عبد العليم، سماح أنور وعائشة الكيلاني. صدر الفيلم في 12 ديسمبر 1994.

## نبذه
يتربى طفل منذ الصغر على الارتياب نحو المرأة بعدما ضبط والده والدته وهى تخونه مع رجل أخر، وتقتله وتدخل السجن، وهو ما ينعكس على علاقاته النسائية بقية حياته.

## طاقم العمل
- فيفي عبده بدور جمالات
- عادل أدهم بدور صابر الغطاس
- ممدوح عبد العليم بدور أحمد
- سماح أنور بدور ميرفت
- عائشة الكيلاني بدور لواحظ
- سميرة عبد العزيز بدور عمة أحمد
- عثمان عبدالمنعم بدور شويش عليوه

## وصلات خارجية
- مقالات تستعمل روابط فنية بلا صلة مع ويكي بيانات